# جنگ امین و مأمون
جنگ بین امین و مأمون معروف به فتنهٔ چهارم یا جنگ داخلی بزرگ عباسیان به مجموعه حوادث و اتفاقاتی گفته می‌شود که بین سال‌های ۱۹۵ تا ۱۹۸ ه‍. ق، بر سر جانشینی هارون‌الرشید، خلیفهٔ عباسی، میان مدعیان اصلی خلافت، امین و مأمون، دو فرزند ارشد هارون، روی داد و در نتیجهٔ آن برای مدتی قسمت غربی و شرقی خلافت عباسی، در ستیز و کشمکش پنهان و سرانجام آشکار با یکدیگر قرار گرفتند. در این سلسله درگیری‌ها، مأمون تحت حمایت خراسانیان، در قلمرو خویش به مرکزیت مرو به برپایی و حفظ استقلال سیاسی اقدام کرد و امین نیز با حمایت مردم عرب و به‌خصوص خاندان بنی‌هاشم و ابناء دولت عباسی در مرکز و غرب خلافت، به پایتختی بغداد، به مقابله با برادر خویش پرداخت.
هارون در دوران فرمانروایی خویش و به علل متعدد، اقدام به تعیین سیستم جانشینی پیچیده‌ای کرد، تا پس از او خلافت عباسی و سرزمین‌های تحت سلطه، به آشوب کشیده نشوند و جنگ قدرت میان اعضای خاندان رخ ندهد. او در سال ۱۸۲ ه‍.ق/۷۹۸ م به سیستم مورد نظر خویش رسمیت بخشید و با اهدای سرزمین‌های متعدد به همراه منابع مالی جداگانه به هر یک از پسرانش، زمینهٔ قدرت‌گیری آنان و آمادگی‌شان برای جانشینی را فراهم ساخت. علی‌رغم تلاش‌های هارون‌الرشید، درگیری‌های موردنظر، پس از وقوف بر مرگ قریب‌الوقوع او و با تحرکات امین آغاز شد و پس از مرگ هارون در سال ۱۹۳ ه‍.ق شدت یافت. امین با هدایت وزیرش، فضل بن ربیع، و سردارش، علی بن عیسی بن ماهان، در راه افزایش نفوذ و اقتدار خویش و ایجاد محدودیت برای برادر و جانشینش، مأمون، به سلسله اقداماتی دست یازید، که در ابتدا به صورت فرامین و دستورهایی قابل قبول بود و اطاعت مأمون را در پی داشت. در مقابل نیز، مأمون با هدایت وزیرش، فضل بن سهل، مجموعه اقداماتی نظیر کاهش مالیات را جهت جلب حمایت مردم محلی و اشراف خراسان و سرزمین‌های شرقی خلافت انجام داد. با شدت گرفتن خواسته‌های امین و اقدامات جدی وی برای خلع مأمون، که به تحریک اطرافیانش صورت می‌پذیرفت، مأمون در برابر این تحرکات واکنش نشان داد و به نافرمانی و مخالفت بر ضد برادر روی آورد. در نهایت، امین و مأمون متقابلاً نام یکدیگر را از منابر و سکه‌ها حذف کردند و هر یک امارت دیگری را نامشروع تلقی کرد.
سرانجام پس از دو سال، این کشمکش‌ها به اوج رسید و به درگیری مستقیم و نظامی دو قدرت حاضر در خلافت منجر شد. در این رویارویی نظامی لشکر مأمون به فرماندهی سرداری به نام طاهر بن حسین، پس از شکست لشکر امین به فرماندهی علی بن عیسی، در نبرد ری به پیشروی در قلمرو امین پرداخت و شهرها را یکی پس از دیگری فتح کرد و سپاهیان گسیل شده از سوی امین را شکست داد. سرانجام، دو سپاه مأمون به فرماندهی طاهر بن حسین و هرثمه بن اعین اقدام به محاصره و فتح بغداد، پایتخت خلافت امین، کردند. پس از مقاومت چهارده‌ماهه شهر سقوط کرد و امین به دست سپاهیان طاهر کشته شد. بدین ترتیب، مأمون به عنوان خلیفه بر کل قلمرو خلافت عباسی مسلط شد. همچنین، خراسانیان به رهبری فضل بن سهل قدرت زیادی در حکومت به دست آوردند و راه برای تأسیس نخستین سلسله نیمه مستقل ایرانی موسوم به طاهریان باز شد.

## پیش‌زمینه

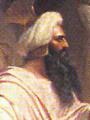
تصویر هارون‌الرشید

### عوامل زمینه‌ای در تعیین جانشین هارون
مأمون در ۱۵ ربیع‌الاول سال ۱۷۰ ه‍. ق، در شبی که هارون به خلافت رسید، متولد شد و بزرگ‌ترین پسر هارون بود. مادرش کنیزی به نام مراجل از اهالی بادغیس بود، که اندکی پس از تولد مأمون درگذشت و مأمون توسط زبیده، مادر امین، پرورش یافت. امین در شوال سال ۱۷۰ ه‍. ق، در رصافه دیده به جهان گشود، تولد او شش ماه بعد از برادرش مأمون بود. وی به دو کنیهٔ «أبوعبدالله» و «أبوموسی» معروف، و مادرش زبیده دختر جعفر بن منصور بود. مزیت امین، هاشمی بودن پدر و مادرش است که باعث تقدم او بر برادر بزرگ‌ترش مأمون می‌شود.
هارون پس از دستیابی به خلافت، توجه ویژه‌ای به مسئلهٔ جانشینی کرده و بیش از خلفای قبلی، مانند منصور و مهدی، نسبت به آن حساسیت نشان داده‌است، زیرا او بر مشکلات خلفای پیشین عباسی در این زمینه واقف بود و قصد داشت تا با وضع نظامی مناسب در این زمینه، به امور جانشینی سامان ببخشد؛ اما وقایع بعدی نشان داد که این اقدام او به وقوع مشکلات عدیده و بغرنج منتهی شد. علاوه بر آن، تعدادی از روایات به نقش برجستهٔ فضل بن یحیی برمکی در جریان برگزیدن امین به ولیعهدی اشاره دارند و معتقدند که امید وی به تداوم قدرتش در صورت خلافت امین، موجب اقدامات متعدد وی برای جانشینی امین شد؛ و حتی کسانی همچون عیسی بن جعفر، دایی امین، با فضل هم‌عقیده بوده و به صحت پیش‌بینی او از آینده مبنی بر تداوم قدرتش در صورت خلافت امین، اذعان داشتند. پذیرش ولایتعهدی و خلافت امین از سوی خراسانیان به علت مزیت‌هایی که مأمون در نزدشان دارا بود و شامل سن بالاتر و مادر ایرانی می‌شد، مشکل به نظر می‌رسید؛ و به همین علت، فضل با سفری به خراسان و بذل و بخشش‌های فراوان، اقدام به زمینه‌سازی ولایتعهدی امین کرد.

### اقدامات اولیهٔ هارون در تعیین جانشین
هارون در سال ۱۷۵ ه‍.ق/۷۹۱ م و با اقدامی زودهنگام، فرزند پنج سالهٔ خود، محمد را به ولایتعهدی منصوب کرد و او را امین لقب داد. این اقدام در جهت نومید ساختن افرادی بود که امید به دوران پس از هارون داشتند، یا شاید به جهت بنا نهادن اساسی‌تر تصمیمات خود در این زمینه بود؛ زیرا هارون نیز در معرض این مشکلات قرار گرفته بود، به‌طوری‌که پدرش، هادی، درصدد بود که هارون را خلع نماید و او نیز به همین علت می‌کوشید تا از بروز دوبارهٔ مشکلات پیشین جلوگیری کند.
بر طبق بعضی روایات، سیستم جانشینی در سال ۱۸۲ ه‍.ق/۷۹۸ تعیین شد و در سال ۱۸۶ ه‍.ق/۸۰۲ م و در طی سفر هارون به همراه فرزندانش به مکه، در آنجا رسمیت یافت. هارون در سال ۱۸۳ ه‍.ق/۷۹۹ م مسئلهٔ جانشینی مأمون را مطرح ساخت. با این حال، اعلام این امر به صورت رسمی تا سال ۱۸۶ ه‍.ق/۸۰۲ م به تعویق افتاد، که بنابر نظر برخی از منابع، عدم تمایل بنی‌هاشم نسبت به مأمون در این وقفهٔ چندساله مؤثر بود. مشورت‌های هارون با نزدیکانش که در طی آن نَسَب محمد و لیاقت مأمون مطرح می‌شد، به انتخاب دو جانشین قطعیت بخشیده‌است. اگرچه هارون پیش از این، میان انتخاب یکی از این دو مردد بود. یکی از روایات منسوب به دینوری، تمایل هارون به برگزیدن مأمون به جانشینی و منصرف کردن او توسط فضل بن ربیع را بیان می‌دارند که احتمالاً پس از سقوط برمکیان بوده‌است. به صورت کلی، با وجود نقش جدی فضل بن ربیع در سرکوب برمکیان، او نیز همچون فضل بن یحیی به قدرت‌گیری امین علاقه و اهتمام نشان می‌داده‌است و بعدها نیز نفوذ گسترده‌ای بر او پیدا کرده‌است.

خلافت هارون‌الرشید در اوج اقتدار و همسایگان او

دلایل تقسیم امپراتوری میان سه فرزند توسط هارون، عبارت بودند از:
- جلوگیری از بروز اختلافات در مسئلهٔ جانشینی خلیفه
- نسب محمد افزون بر حمایت هاشمیان از او
- علاقه‌مندی هارون به سهیم کردن همهٔ فرزندانش در امر حکومت
- گستردگی خلافت عباسیان
- آگاهی هارون بر عدم توانایی لازم در امین برای ادارهٔ امور امپراتوری
- آگاهی بر توانمندی مأمون و لیاقت و کفایت او در ادارهٔ مسائل حکومتی
- شورش‌ها و ناآرامی‌های پیاپی در شرق و غرب خلافت مانند شورش یمنی‌ها و مضری‌ها در سال ۱۷۶ ه‍.ق/۷۹۲ م و…
- وجود ضعف در برقراری آرامش در ناحیهٔ شمال آفریقا
- پیدایش دولت ادریسیان و واگذاری امور آفریقا به ابراهیم بن اغلب
- درگیری هارون با امپراتوری بیزانس در سال ۱۸۱ ه‍.ق/۷۹۷ م
- اقدامات علی بن عیسی در خراسان که به احضار وی در سال ۱۸۳ ه‍.ق/۷۹۹ م منجر شد.

### تعیین نظام نهایی جانشینی و تثبیت آن
در سال ۱۸۶ ه‍.ق/۸۰۲ م در مکه، هارون پس از ایراد سخنانی، مردم را از تصمیم خود آگاه کرد و با انعقاد عهدنامه‌ها و برقراری تعهدها و سوگندها میان امین و مأمون، به این امر رسمیت بخشید. سپس، نسخه‌ای را بر کعبه آویختند. آنان چندین نسخه را نیز به ممالک دیگر فرستادند. روایت است که هارون تصمیمی برای جانشینی فرزند دیگرش، قاسم، نداشت؛ اما به جهت سفارش عبدالملک بن صالح او را نیز در خلافت برادران شریک ساخت و خلع یا ابقای او را در هر زمان بر عهدهٔ مأمون گذاشت.

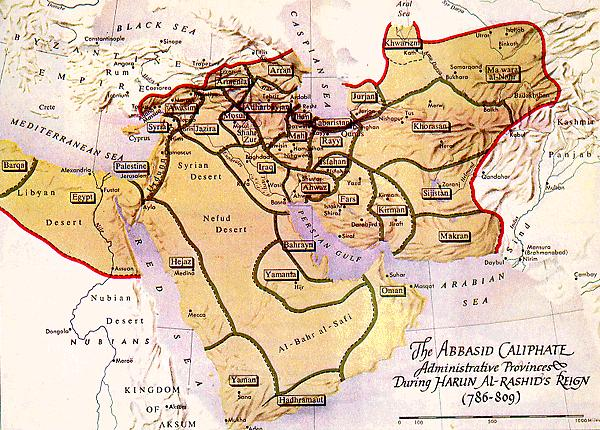
ایالت‌های اداری خلافت عباسی در طول سلطنت هارون‌الرشید (۷۸۶–۸۰۹ م)

هارون از سرنوشت این پیمان و اختلافاتی که ممکن بود به وجود آید، در واهمه بود؛ به طوری که نسبت به محبوس کردن سخن‌چینان اقدام کرد و در هنگام عزیمت به خراسان، از همهٔ شخصیت‌های کشوری و لشکری، برای مأمون دوباره بیعت گرفت؛ که این امر بعدها در جلب حمایت مردم به وسیلهٔ طاهر بن حسین برای مأمون مؤثر واقع شد. البته از تمایل بیعت خراسان با مأمون حتی پیش از مرگ هارون نیز سخن گفته‌اند. علاوه بر آن، بنابر شرط مندرج در یکی از عهدنامه‌ها، همهٔ مسلمانان موظف به حمایت از مأمون در صورت نقض عهد از سوی امین بودند. بر طبق روایات، منطقه‌ای مانند مرزهای امپراتوری بیزانس که در آن، احتمال ناامنی و آشوب وجود داشت به قاسم، و منطقه‌ای از خلافت که در آن طرفداران هاشمی و معمولی امین بیشتر بودند و صلح نیز جریان داشت، به امین واگذار شد؛ و منطقهٔ شرقی، علی‌الخصوص خراسان بزرگ که با آشوب و بحران عجین بود به دستان مأمون سپرده شد، تا با کفایت خویش آنجا را اداره نماید. هارون، همچنین برای اطمینان از عدم پیدایش مشکل میان جانشینان، برای آنان قلمرو حکومت مشخص به همراه درآمدهای بسیار در نظر گرفت؛ اما تمام این تدابیر نتوانستند از بروز مشکلات و اختلافات جدی در آینده جلوگیری نمایند.
سرزمین‌هایی را که هارون به هریک از پسرانش بخشید، بدین شرح است:
- امارت عراق، شام، مصر و سرزمین مغرب را به محمدامین واگذار کرد و او را به عنوان جانشین خود در بغداد مستقر ساخت.
- امارت همدان تا مرزهای شرقی خلافت را به عبدالله‌مأمون بخشید و او را، به عنوان جانشین امین، در مرو مستقر کرد.
- امارت سرزمین جزیره و قِلاع و بعضی از مناطق آذربایجان و روم را به قاسم اهدا کرد و او را جانشین مأمون ساخت.

## شخصیت امین و مأمون
امین پس از به خلافت رسیدن، از امور کناره گرفته و به تفریح و معاشرت با زنان و جمع‌آوری ثروت و طرب مشغول بود و تمامی امور حکومت را به وزیران و مشاورانی همچون فضل بن ربیع واگذار کرده‌بود که این امر موجب بروز هرج و مرج در کارها گردید. امین در کنار ویژگی‌های برجسته همچون نسب هاشمی از سمت پدر و مادر و همچنین تربیت شایسته و توان جسمی، در امور حکومت و تصمیم‌گیری‌ها ناتوان و سست‌عنصر بود، که این غفلت در ادارهٔ امور در کنار اشتغال دائمی به امور سرگرم‌کننده و بیهوده، موجب می‌شد تا صلاحیت خلافت از وی سلب شود. به علت وجود چنین ضعف‌هایی در امین، مخصوصاً در هنگام نبرد با طاهر، اطرافیانش که به آینده‌اش امیدی نداشتند، تدریجاً از اطرافش پراکنده شدند. اما مأمون به گونه‌ای دیگر بود. او که دارای شخصیتی قدرتمند به همراه علایق گستردهٔ روشنفکرانه بود، اصلاح‌طلبی را پیشهٔ خود ساخت و این صفت را حتی در رویارویی با امین به نمایش گذاشت. وی پیروی از اوامر قرآن و سنت پیامبر را در تعقیب شیوهٔ پیشینیان عباسی خویش و برخی از شیعیان، چراغ راه خویش قرار داد و پس از بروز اختلاف با بغداد لقب «امام» را برخلاف دیگر نیاکانش برای خود برگزید و عدم تمایلش در جهت ارتباط با جامعهٔ بغداد را بروز داد. او تحت تأثیر قیام جدی شیعی توسط ابوالسرایا و سرکوب دشوار آن، تصمیم به برقراری نظام جانشینی جدیدی گرفت که در آن هریک از اعضای علوی یا عباسی در شرایطی برابر و به واسطهٔ توانایی و کفایت شخصی خود، خلافت را به دست گیرند و این قدم را با برگزیدن علی بن موسی الرضا به جانشینی خویش برداشت. به عبارتی این امر نشان‌دهندهٔ تفکرات معتزلی مأمون بود که امامت را برپایهٔ لیاقت‌های فردی می‌دانست و به مرور نیز این تفکر توسط زیدیان به تکامل رسید. مأمون در مسیر اجرای این ایده، اقدام به ایجاد اتحادی سیاسی از طریق ازدواج دخترش با علی بن موسی الرضا نمود، که در نهایت تمامی این تلاش‌ها — که با جذب علویان و برخی از زیدیان همراه بود — با شکست همراه شد چراکه فاقد توجیه این اقدامات در نزد افکار عمومی عراقیان بود و در نادیده انگاشتن آنان نیز ناتوان بود. در نهایت پس از وقوفِ دیرهنگامِ مأمون بر درگیری‌ها و شورش‌های موجود در عراق، — که در واکنش به اقدامات مأمون و تحرکات فضل بن سهل در راستای گسترش قدرت ایرانیان در دستگاه حکومت صورت پذیرفته‌بود و شعار بازگشت به قرآن و سنت و انتخاب ابراهیم بن مهدی را به عنوان خلیفه توسط آنان در پی داشت — او تصمیم گرفت تا به بغداد بازگردد و در مسیر بازگشت نیز وقوع قتل فضل بن سهل و مسمومیت علی بن موسی الرضا، شرایطی را برای مأمون پدیدآورد که در نتیجهٔ آن از سیاست جدید خویش دست کشید و این امر با بازگشت دوبارهٔ رنگ سیاه عباسی و جایگزین شدنش با نماد سبز علوی و در نتیجه دست کشیدن از طرح شیعهٔ مأمون، تحقق یافت؛ اگرچه سبز به عنوان نمادی از صلح و مودت میان طرفین بود و علویان سفیدپوش را نمایندگی نمی‌کرد.

## اختلافات امین و مأمون

### آغاز اختلافات امین و مأمون
بر طبق منابع تاریخی، آغازگر اختلاف و درگیری میان دو برادر، امین بود و تا بدانجا به اعمالش ادامه داد، که سرانجام کار به درگیری نظامی کشیده شد و تبعات سنگینی برای خلافت به‌بارآورد. آغاز اقدامات امین علیه مأمون در زمان حیات هارون بود. هنگامی که امین دریافت که هارون در توس در بستر بیماری افتاده و در آستانهٔ مرگ است، جاسوسانی، از جمله بکر بن معتمر، را برای دریافت اخبار و اطلاعات و همچنین نامه‌هایی که در آنها وظایف و توصیه‌هایی به سران سپاه برای خدمت به امین درج شده بود، به سمت لشکر هارون فرستاد. هارون با وقوف به این موضوع، بکر بن معتمر را گرفتار ساخت و او را تحت فشار قرار داد، تا مأموریتش را فاش سازد و دستور قتل وی را نیز صادر کرد؛ اما خود، پیش از او وفات یافت و بکر نیز از مرگ رهایی یافت. پس از مرگ هارون، فضل بن ربیع که از هواداران امین بود و سعی داشت تا با نفوذ بر او قدرت خویش را افزایش دهد، با استناد به نامه‌های امین که در آنان لشکر را به پیمان‌شکنی و ترک مأمون فراخوانده بود، برخلاف وصیت هارون و بیعتی که با سپاهیان انجام گرفته بود تا با مأمون همراه باشند، سپاهیان را برای بازگشت به بغداد و پیوستن به امین دعوت کرد و آنان را با خود همراه ساخت. طبیعتاً این اقدام بر مأمون گران آمد و او را نسبت به امین دل‌آزرده ساخت، زیرا او بیعت اهل خراسان را برای امین دریافت کرده بود. امین در طی نامه‌ای به مأمون، خواستار دریافت بیعت همگان برای او توسط مأمون شد و دستور داد تا در این زمینه با شدت عمل، کار را به پیش ببرد. بنابر روایتی، امین در کنار فرمان اخذ بیعت برای خود، دریافت بیعت برای مأمون و مؤتمن (قاسم) را نیز به شخص مأمون ابلاغ کرد. پس از این واقعه، روابط دو برادر قدم به قدم و به صورت تدریجی به تیرگی گرایید.

### شدت گرفتن اختلافات

#### تحرکات امین
امین در بدو امر، برای تحکیم موقعیتش سپاه و خزانه را از خراسان به بغداد فراخواند و بدین ترتیب، دست مأمون را از منابعی که می‌توانست با آن بر خراسان حکمرانی کند، کوتاه کرد. امین در سال ۱۹۴ ه‍.ق/۸۰۹ م، به اقدام جدی‌تری دست یازید و فرمانی صادر کرد که بر اساس آن، نام فرزندش موسی را در خطبه بیاورند و سپس در نامه‌ای به مأمون خواستار این شد که موسی را — که الناطق بالحق لقب گرفته بود — به رسمیت بشناسد و بر نام خود نیز مقدم دارد. امین همچنین، برادر خویش، قاسم را نیز از حکومت جزیره برکنار کرد و به بغداد فراخواند. عهدنامهٔ هارون نیز مورد بی‌توجهی قرار گرفت و به دستور امین از کعبه پایین کشیده و نابود شد. پس از این واقعه، رافع بن لیث تسلیم مأمون شد و مأمون نیز او را پذیرفت، که این امر موجب افزایش قدرت مأمون و در نتیجه اعتراض امین به این اقدام شد. امین سپس در نامه‌ای از مأمون خواست، که از حاکمیت خویش بر ولایات نیشابور، قومس و سرخس، چشم بپوشد و حق گزینش عاملان خراج و برید را نیز به امین اختصاص دهد.
مأمون نیز پس از مشورت با اطرافیان خود از جمله فضل بن سهل، خواسته‌های امین را به علت ناحق بودن رد کرد که این واکنش، امین را به خشم آورد. او پس از تهدید مأمون و در اثر تحریکات درباریان و اطرافیانش، علی‌الخصوص فضل بن ربیع و علی بن عیسی، مأمون را به صورت آشکار عزل کرد و مأمون نیز متقابلاً نام او را از خطبه حذف نمود. امین همچنین، برادر دیگر خویش، قاسم، را نیز از جانشینی عزل کرد. امین، سپس اموال مأمون را در بغداد مصادره کرد و خانوادهٔ او را نیز برای اعمال فشار بر مأمون در آنجا به گروگان گرفت. خانهٔ مأمون نیز مورد تعرض و غارت قرار گرفت. امین با ارسال هیئت حامل هدایای ارزشمند به نزد مأمون، از او درخواست کرد که به بغداد برود، اما مأمون به بهانهٔ ناامنی در شرق از این اقدام سرباز زد. امین با گسیل داشتن افرادی مسلح به همدان و ری، درصدد انسداد راه‌های ارتباطی وی با دیگر نقاط برآمد.

#### اقدامات مأمون
وقوع این جریانات بر دامنهٔ درگیری میان دو برادر افزود. از سوی دیگر، مأمون نیز برای تقویت موقعیت خویش در برابر امین، به اقداماتی چند روی آورد، تا پس از ظلم‌هایی که از جانب علی بن عیسی، والی خراسان در زمان هارون، به مردم رفته بود، بتواند حمایت آنان و بزرگان محلی را کسب نماید و در نقش ناجی آنان ظاهر گردد. این اقدامات بدین شرح است:
- شیوهٔ خراجگزاری علی بن عیسی را اصلاح کرد، که بر اساس آن از اجحافات و دست‌درازی‌ها جلوگیری به عمل آمد و خراج را به سه‌چهارم یا یک‌چهارم کاهش داد و در همان حال حقوق یک سال سربازان را تأمین کرد.
- سعی کرد تا با حضور در دعاوی به استماع دادخواهی مردم بپردازد و حمایت‌شان را جلب کند.
- مأمون در میان متکلمان، قاضیان و فقها حضور می‌یافت و خود نیز در امور آنان مشارکت می‌کرد و به ایفای نقش می‌پرداخت، تا ضمن کسب دوستی و نزدیکی آنان، نظر عامه را جلب نماید.
- او همچنین سعی کرد تا ارتباط خویش را با زمین‌داران، سران محلی و اشرافیت ایرانی نظیر افشین بهبود بخشد، و در این راه با اهدای جوایز و اقدامات دیگر به دلجویی از آنان و کسب حمایت‌شان می‌پرداخت.
- مأمون همچنین دست یاری به سمت عشیره‌های گوناگون دراز کرد و سعی کرد تا با یادآوری و تجدید دعوت عباسیان، آنان را به خود جذب و حمایت‌شان را جلب نماید.

در نتیجهٔ اقدامات فوق، خراسانیان از مأمون بسیار خشنود شدند و او را تحت عنوان پسر خواهر خود و عضوی از خاندان پیامبر، تحت حمایت خویش قرار دادند. مأمون، همچنین توانست در طی سلسلهٔ اقداماتش، امنیت را در ماوراءالنهر حاکم سازد و با ارسال هدایا، دوستی ترکان نظیر یبغوی اوغوز و خان قرلق در فراسوی مرزهای خراسان را جلب نماید، تا در صورت نیاز از آنان استمداد گیرد.

### اوج گرفتن اختلافات و بروز درگیری مستقیم
مأمون، نام امین را از خطبه نماز جمعه و سکه‌هایی که در خراسان ضرب می‌شد، برداشت و نیز خود را با لقب «امام الهدی» نامید. در مرحلهٔ نهایی اختلافات، به دستور امین، سکه‌هایی که توسط مأمون ضرب شده بود و نام خلیفه بر روی آن نبود، به رسمیت شناخته نشد و از رونق افتاد و در طرف مقابل، مأمون تمام راه‌های میان عراق و خراسان را بست و ارتباطش را با پایتخت قطع، با تمام تصمیمات امین مخالفت و اعلام کرد که دیگر از او پیروی نمی‌کند؛ در نتیجه، خلافت اسلامی به صحنهٔ نبرد دو مدعی تبدیل شد.

### عوامل و افراد تأثیرگذار در بروز اختلافات

#### جبههٔ امین
مجموع اقدامات امین در جهت مقابله با نفوذ مأمون و درگیری با او، از دو منبع سرچشمه می‌گرفت: نخست، امین حاضر به از دست دادن اختیارات خویش نبود و از افزایش نفوذ مأمون واهمهٔ شدیدی داشت، زیرا آن را محدودکنندهٔ اختیارات خود می‌دانست و سعی داشت، تا قدرت خویش را حفظ نماید. دوم، اقدامات بعضی از درباریان و نزدیکان امین، به‌خصوص فضل بن ربیع و علی بن عیسی، در تصمیمات وی بسیار مؤثر بود. اینان در قدم اول، به دنبال افزایش حوزهٔ اختیارات و نفوذ خویش از طریق ناتوانی امین در ادارهٔ امور بودند و سعی می‌کردند تا با حفظ وی و افزایش تأثیرشان بر او، موقعیت خود را تثبیت نمایند؛ که لازمهٔ این امر حکومت امین و مخالفت با مأمون بود. در قدم بعدی نیز اینان به علت دشمنی و اختلافی که با ایرانیان داشتند و ترس و تنفر آنان از نفوذشان در امور حکومت، بر این نکته واقف بودند که با روی کار آمدن مأمون، نفوذ ایرانیان بسیار افزایش می‌یابد و آنان بر امور حکومت و همچنین مردم عرب مسلط می‌شوند. به عبارت دیگر مخالفت آنان از جنس منفعت‌طلبی همراه با تعصبات نژادی و خونی بود که وادارشان می‌ساخت، با هرگونه نقش ایرانیان، علی‌الخصوص از طریق نمادشان که مأمون بود، به مخالفت برخیزند.

#### جبههٔ مأمون
در پیشبرد اهداف مأمون، مشاوران و نزدیکان وی تأثیر به‌سزایی داشتند، اما شخصیتی که نقشی بسیار اساسی در این امر داشت، فضل بن سهل بود که از ابتدا با او همراه بود و با مشاوره‌های خویش او را یاری می‌داد. فضل به جمع‌آوری بیعت برای مأمون می‌پرداخت و خود به جلب حمایت بزرگان و اشراف محلی برای مأمون اشتغال داشت و سعی می‌کرد تا بر هواداران وی بیفزاید. او همچنین در جهت جلب حمایت عشیره‌ها تلاش نمود و بزرگان و ذی‌نفوذان را به بیعت با مأمون ترغیب می‌کرد. او همچنین با یادآوری عهدشکنی امین در مجالس و گردهمایی‌ها، سعی در تضعیف پایگاه امین می‌کرد و دیگران را به مخالفت با امین و اقداماتش تهییج می‌نمود. به صورت کلی، تدبیر و سیاست‌های فضل بن سهل، در کنار قدرت نظامی طاهر — که بعداً در زمان نبرد بروز یافت — کمک شایانی به پیشبرد اهداف مأمون و موفقیت او در اقداماتش کرد.

## نبرد ری
پس از مرگ هارون‌الرشید و نمودار شدن اختلاف و درگیری میان مأمون و امین بر سر خلافت، طاهر عهده‌دار وظایف سنگین‌تری از سمت مأمون، و به کنشگری فعال و عنصری مهم در روند تصاحب قدرت توسط مأمون تبدیل شد. امین در سال ۱۹۵ ه‍.ق علی بن عیسی را در رأس سپاهی به جنگ با مأمون و دستگیری او گسیل کرد. علاوه بر آن عصمة بن حماد را به همراه گروهی و با دستورهایی پیرامون استقرار در همدان، بدان ناحیه گسیل داشت. انتخاب علی بن عیسی را نیز ناشی از تلاش جاسوسان فضل بن سهل در دربار امین می‌دانند که سعی در برگزیدن او به فرماندهی سپاه امین و سوءاستفاده از چهرهٔ نامطلوبش نزد مردم خراسان به علت اعمال ناشایستش در دوران زمامداری بر آن ناحیه داشت. این انتخاب موجب همدلی و همکاری بیشتر خراسانیان با مأمون در جریان تقابل با امین می‌شد. مأمون نیز پس از مشورت با وزیر خود، فضل بن سهل، طاهر را به فرماندهی لشکر خود منصوب کرد و او را به جنگ با علی بن عیسی فرستاد.

### اردوی طاهر بن حسین
طاهر در سال ۱۹۵ ه‍.ق/۱۱–۸۱۰ م برای جنگ با علی بن عیسی به سمت ری حرکت و بر آن تسلط پیدا کرد و خود را مهیای نبرد با علی نمود. در طی مدتی که طاهر مشغول به تجهیز و آماده‌سازی لشکر خویش در ری بود، از اطراف و به‌خصوص خراسان، برای او کمک‌های زیادی ارسال شد. او سپس پادگان‌هایی را در راه‌ها مستقر ساخت و در همه‌جا دیده‌بان قرار داد و به اطراف جاسوسانی را برای کسب اطلاعات و وصول اخبار گسیل کرد.
پس از آن، طاهر به گزینش آرایش سپاهیان و تاکتیک خود برای نبرد پیش‌رو پرداخت. فرماندهان او پیشنهاد کردند که در شهر ری مستقر شوند، تا در صورت طولانی شدن جنگ از نظر آذوقه دچار مشکل نشوند، از سرمای هوا مصون باشند و بتوانند در صورت لزوم منتظر کمک از سوی خراسان بمانند. اما طاهر پیشنهاد آنان را نپذیرفت و بیان داشت که سنگر گرفتن در شهر، ناتوان پنداشتن خود است و موجب تمایل عامهٔ مردم به سمت دشمن می‌شود؛ زیرا قدرت دشمن افزون جلوه می‌کند و در نتیجه مشکلی بزرگ از جانب مردم شهر متوجه خودشان می‌شود. پس، طاهر پیشنهاد داد که در صورت شکست به شهر پناه بیاورند، که این نظر مورد قبول فرماندهان قرار گرفت و او به همراه لشکرش در سال ۱۹۵ ه‍.ق/۸۱۱ م از شهر خارج شد و در قسطانه یا قسطاطنیه یا قلوصه اردو زدند. تعداد سپاهیان طاهر را از ۳۸۰۰ تا ۲۰۰۰۰ تن بیان کرده‌اند، که اکثریت آنان را خراسانیان تشکیل می‌دادند. طاهر در طی مدتی که به آماده‌سازی سپاه اشتغال داشت به تقویت روحیه و تهییج آنان می‌پرداخت و سعی می‌کرد تا آنان را برای جنگ مهیا نماید. به همین سبب از تعلل در جنگ اجتناب می‌ورزید تا روحیهٔ سپاهیان خودی از مشاهدهٔ فزونی لشکر علی بن عیسی تضعیف نشده و دشمنان نیز بی‌پروا نشوند. اما، تعدادی از سپاهیان طاهر با مشاهدهٔ سپاه عظیم علی بن عیسی، به علی پیوستند. همچنین، او با تلاش مداوم و شبانه‌روزی به تجهیز سپاهیان خویش می‌پرداخت و لحظه‌ای قرار و توقف نداشت. طاهر به علت تعداد زیاد لشکریان دشمن و قلّت لشکرش به اتخاذ آرایشی در جنگ پرداخت که به روایت خود او خارجی‌گونه بود و بر اساس آن سپاهیانش را به دسته‌های چهارگوش تقسیم کرد و هفتصد تن از خوارزمیان را در قلب سپاه جای داد. او برای پیروزی در نبرد، از روش‌های دیگر نیز بهره گرفت. احمد بن هشام را مأمور ساخت تا عهدنامه‌ای را که علی به فرمان هارون و در پایان حکومت خویش بر خراسان از مردم و برای مأمون اخذ کرده بود، بر سر نیزه کند و پیمان‌شکنی علی را برای سپاهیان به تصویر بکشد، تا در لشکر علی ایجاد بی‌نظمی کرده و جبههٔ او را تضعیف نماید. طاهر همچنین به سپاهش تأکید می‌کرد که با درنده‌خوییِ خوارج بر دشمن بتازند. علاوه بر آن سپاهیان را تشویق می‌کرد تا سعی نمایند یکی از پرچمداران دشمن را به عقب برانند و عقیده داشت که عقب‌نشینی یکی از آنان موجب عقب‌نشینی سایر پرچمداران خواهد شد، که این راهکار مؤثر واقع شد و یکی از دلایل پیروزی طاهر در میدان نبرد بود. بر طبق روایات، در لشکر طاهر سردارانی همچون داوود سیاه، میکائیل، سبسل، الرستمی و محمد بن مصعب حضور داشتند.

### اردوی علی بن عیسی
علی بن عیسی در سال ۱۹۵ ه‍.ق/۸۱۱ م به همراه سپاهی که تعدادش را ۴۰۰۰۰ تا ۶۰۰۰۰ تن ذکر کرده‌اند به سمت ری به راه افتاد. امین نیز تا دروازهٔ خراسان یا نهروان به همراه لشکر آمد و سخنان و نصایحی را برای لشکریان ایراد نمود و با خراسانیان نیز به خوبی برخورد و سپس آنان را روانه کرد. سپاه علی، بسیار کامل و آراسته بود و علاوه بر آن در مسیر لشکرکشی از سوی حاکمان محلی نیز مورد حمایت قرار می‌گرفت، به‌طوری‌که به دستور امین ابودلف عجلی و هلال بن عبدالله حضرمی، علی را یاری می‌دادند. علی نیز نامه و هدایایی برای حاکمان دیلم و طبرستان ارسال و از آنان درخواست یاری و اخلال در کار لشکر خراسان را کرد. او عقیده داشت که سپاهیان طاهر با مشاهدهٔ لشکر وی پا به فرار خواهند گذاشت، که چنین اتفاقی رخ نداد و علی به‌ناچار به توانمندی طاهر اعتراف کرد. علی آرایش جنگی خود را این‌گونه برگزید، که ده پرچم برای سپاه تعیین کرد که در زیر هر پرچم هزار نفر قرار داشتند و به اندازهٔ مسافت یک تیرِ رهاشده با یکدیگر فاصله داشتند. زره‌پوشان را پیشاپیش لشکر خود قرار داد و مقرر کرد هنگامی که گروهِ اولین پرچم از جنگ فرسوده شدند، گروه بعدی جای آنان را بگیرند، تا بدین ترتیب همواره افراد تازه‌نفس به نبرد با لشکریان طاهر بپردازند. او سپس نیزه‌داران را پیشاپیش پرچمداران مستقر ساخت و خود به همراه یارانش در قلب لشکر جای گرفت. علی به سربازانش توصیه کرد که به سرعت بر لشکریان خراسان بتازند، زیرا موجب عقب‌نشینی آنان می‌شود. وی، به حدی به توانایی خود و پیروزی‌اش اطمینان داشت که زنجیری نقره‌ای همراه خود داشت، تا به وسیلهٔ آن مأمون را دربند کند.

### سرانجام جنگ
پس از گفتارها و اعمال معمول قبل از جنگ، نبرد میان دو لشکر آغاز شد و به‌زودی شدت گرفت. طاهر در حین نبرد نیز به تهییج سپاهیان خویش می‌پرداخت و آنان را در جهت شکست دشمن راهنمایی می‌کرد. جنگ ادامه داشت تا زمانی که علی بن عیسی در جریان جنگ، بر اثر تیر یا ضربت داوود سیاه از اسب سرنگون و کشته شد و با مرگ او، سپاهیان امین همگی راه فرار در پیش گرفته و متحمل شکست شدند. البته به روایتی علی بن عیسی در همدان از طاهر شکست یافت. عدهٔ زیادی از لشکریان امین تسلیم طاهر شدند و غنایم و ثروت بسیاری از جمله هفتصد کیسهٔ هزار درهمی به چنگ طاهر افتاد. طاهر به شکرانهٔ این پیروزی نماز شُکر به جای آورد و نامه‌ای در اعلام پیروزی خود برای مأمون یا فضل بن سهل ارسال کرد. مردم نیز از شنیدن خبر پیروزی وی سراسر سرور شده و مأمون را تحت عنوان خلیفه تهنیت گفتند.
مأمون، هَرثَمه را به همراه سپاهی برای یاری طاهر گسیل کرد، اما با توجه به تأخیر آنان در پیوستن به طاهر و دریافت گزارش‌هایی مبنی بر شورش سپاهیان در خراسان علیه مأمون، ممکن است که این لشکر رغبت زیادی برای جنگ را دارا نبوده‌است. مأمون پس از این پیروزی در خطبه‌ای خطاب به مردم وعدهٔ اجرای حق و رعایت حال آنان را داد. در سمتی دیگر، امین نیز پس از شنیدن خبر شکست لشکر علی، بسیار مضطرب و پریشان شد و سپاهی دیگر را برای جلوگیری از پیشروی طاهر مهیا و اعزام کرد.
دلایل احتمالی شکست لشکر امین
- انتخاب علی بن عیسی به عنوان فرماندهٔ لشکر توسط امین، با توجه به ذهنیت سراسر تاریک و منفی از او در اذهان مردم خراسان و در نتیجه اجماع و همدلی آنان به همراه عزمی راسخ برای شکستش و کسب انتقام سال‌هایی که مورد ظلم واقع شدند؛
- غرور کاذب علی بن عیسی در مصاف با طاهر و در نتیجه، ناچیز شمردن او و بی‌توجهی به توانایی‌هایش به علت سابقهٔ خدمت طاهر در رکابش و زیردست بودن او؛
- در نظر نگرفتن جوانب احتیاط و عدم اعمال اقدامات ضروری پیش از جنگ از سمت علی مانند ارسال جاسوس به اطراف به منظور کسب اخبار و اطلاعات به‌رغم اصرار فرماندهان؛
- بروز رفتارهایی از جانب علی بن عیسی که از پیوستن سپاهیان طاهر به او جلوگیری می‌کرد، مانند تازیانه زدن عده‌ای از افراد طاهر که ترک اردو کرده و به وی ملحق شده بودند؛
- هنرنمایی طاهر در آغاز جنگ با کشتن یکی از سربازان لشکر علی بن عیسی که موجب ایجاد ترس و تزلزل در لشکریان بغداد شد؛
- استفادهٔ طاهر از جاسوسان و ایجاد ضعف و تشنج در لشکر دشمن با اقداماتی همچون یادآوری تعهدنامه‌ای که علی به دستور هارون، از مردم برای مأمون اخذ کرده بود؛
- مرگ علی بن عیسی در حین جنگ که موجب فروپاشی لشکر شده و همه یا راه گریز در پیش گرفتند یا تسلیم شدند.

## نبردهای دیگر و فتح شهرها

مسیر لشکرکشی‌های طرفین درگیر در جریان جنگ‌های امین و مأمون

### نبرد طاهر با عبدالرحمن بن جبله ابناوی و یحیی بن علی بن عیسی
طاهر، پس از پیروزی در نبرد ری، به مقابله با لشکرهایی که به صورت پیاپی از سمت امین گسیل می‌شدند، پرداخت و به پیشروی به سمت عراق ادامه داد. پس از کشته شدن علی بن عیسی، فرزند او، یحیی، با تصور این امر که بعد از پدر، فرماندهی به وی واگذار می‌شود، با عده‌ای از یاران و لشکریان متواری، بین ری و همدان توقف نمود؛ اما امین عبدالرحمن بن جبله را با بیست‌هزار تن به مصاف طاهر و به سمت همدان فرستاد و به یحیی فرمان داد که از او اطاعت نماید و در همان مکان آمادهٔ مقابلهٔ با طاهر گردد، اما یحیی به سمت همدان عقب نشست. طاهر در همدان با عبدالرحمن بن جبله ابناوی، روبرو شد و پس از جنگی سخت با او که تلفات زیادی بر هر دو طرف وارد آورد، عبدالرحمن به حصار همدان پناه برد. پس از گذشت دو ماه از محاصره و در تنگنا قرار گرفتن سپاهیان عبدالرحمن از نظر آب و آذوقه، وی سرانجام پس از درخواست امان از طاهر، تسلیم شد. عبدالرحمن در هنگام تسلیم خدعه نمود و قصد قتل طاهر را داشت، اما سپاهیان طاهر به جنگ شدیدی با وی و یارانش پرداختند، که در نتیجهٔ آن بار دیگر درگیری خونینی میان طرفین صورت پذیرفت، که شدت آن را به حدی توصیف می‌نمایند، که شمشیرها و نیزه‌ها خرد شدند. پس از مقاومت شدید یاران عبدالرحمن و این درگیری خونین، سرانجام عبدالرحمن کشته شد.

### لشکرهای گسیل شده از سوی امین
بازماندگان لشکر عبدالرحمن بن جبله ابناوی، به دو سردار دیگر به نام‌های عبدالله بن حرشی و احمد بن حرشی که برای کمک به عبدالرحمن از سمت امین گسیل شده بودند، پیوستند. طاهر در هنگام محاصرهٔ همدان، برای اطمینان از پشت جبههٔ خود، قزوین و جبال را فتح نمود. وی همچنین مأموریت داشت، که افرادی را برای حکومت به مناطق مفتوحه گسیل دارد. عبدالله بن حرشی و احمد حرشی نیز پس از وقوف بر شکست و قتل عبدالرحمن، بدون هیچ‌گونه درگیری با طاهر و سپاهیانش، به سمت بغداد فرار کردند. پس از این واقعه، طاهر شهرها را یکی پس از دیگری با جنگ‌های پراکنده یا روش‌های دیگر فتح کرد.
پس از شکست عبدالرحمن، خشم بر فضل بن ربیع مستولی شد و با سرزنش باده‌گساری و بی‌توجهی امین، اسد بن یزید را فراخواند و با تمجید از وی، خواستار جنگ او با طاهر شد. اسد بن یزید نیز با وقوف بر ضعف دستگاه خلافت و نیاز شدید آنان به خود، شرایطی برای پیوستن به آنان مقرر نمود، که مشتمل بر دریافت حقوق دو سال سپاه، انتخاب آزادانه سپاهیان و تصرف اموال شهرهای تصرف‌شده بدون هیچ‌گونه بازخواستی می‌شد و این شرایط ظاهراً مورد قبول قرار گرفتند؛ اما شرط دیگر او مبنی بر گروگان گرفتن فرزندان مأمون و دریافت اجازهٔ قتل آنان در صورت لزوم، خشم امین را برانگیخت و یزید را به زندان انداخت.
امین سپس عبدالله بن حُمَیْد بن قَحْطَبه و احمد بن مزید، برادرزادهٔ اسد بن یزید، را برای نبرد با طاهر برگزید و هر کدام را با بیست‌هزار سپاهی روانهٔ این مأموریت نمود. طاهر در مقابله با این سپاه خدعه نمود و اعلام کرد که امین با قرار دادن دیوان عطا در بغداد به سپاهیان عطای دو ساله را می‌دهد. تفرقه‌ای که به علت این خبر در سپاه بغداد ایجاد شد، به همراه اضطراب و ترس آنان از رویارویی با طاهر، منجر به رجوع آنان به بغداد بدون هیچ‌گونه درگیری با سپاهیان طاهر شد.
امین سپس، عبدالملک بن صالح را برای جمع‌آوری سپاه و ارسال آنان جهت کمک به بغداد، راهی حکومت شام نمود. حسین بن علی بن عیسی نیز که یکی از فرماندهان سپاه بود، عبدالملک را در این سفر یاری می‌کرد. عبدالملک در رقه بیمار شد و با نگارش نامه‌ای در آنجا به امین، مژدهٔ بیست‌هزار سپاهی شامی را به امین داد؛ اما در ادامه میان این لشکریان اختلافاتی بروز کرد و کار به جنگ قومی کشیده شد. حسین بن علی بن عیسی از سمت عبدالملک بن صالح به میانجی‌گری برگزیده شد اما او با حمایت از بغدادیان باعث وسعت گرفتن اختلافات و وقوع جنگ میان آنان شد، که این امر موجب کشته شدن عده‌ای از شامیان و بازگشت بقیه به سمت شام شد و عبدالملک نیز در رقه درگذشت و حسین بن علی بن عیسی نیز با سپاهیانش به عراق بازگشت. امین با خشم از وقوع این رویداد حسین بن علی بن عیسی را در همان شب فراخواند؛ اما حسین با ترس از اقدام امین، در همان شب با جلسه‌ای با فرماندهان سپاه قرار خلع امین را گذاشت. فردای آن روز در سال ۱۹۶ ه‍.ق/۸۱۱ م درگیری میان طرفداران امین و مأمون آغاز شد و پس از چند روز طرفداران مأمون توانستند غالب شوند و دعوت مأمون را در بغداد آشکار نمایند. اما با ناتوانی حسین بن علی بن عیسی در پرداخت مقرری به سپاهیان، آنان از او رویگردان شدند و به امین روی آوردند و حسین بن علی بن عیسی دستگیر شد. او مورد عفو امین قرار گرفت، تا بتواند در جنگ با طاهر کارآمد باشد اما حسین بن علی بن عیسی به علت ترسی که داشت، تصمیم به فرار از بغداد و پیوستن به سپاه طاهر را گرفت، اما توسط نیروهای امین دستگیر و کشته شد.

### اقدامات و نبردهای نهایی طاهر و هرثمه بن اعین در راه وصول به بغداد
در ادامه، پس از نبردی که با محمد بن یزید مُهَلَّبی، از سواران جنگاور عرب، و لشکرش در نزدیکی اهواز رخ داد، طاهر و سپاهش موفق به کشتن محمد و شکست لشکرش شدند و پس از فتح اهواز به سمت بغداد، مقر خلافت امین، به راه افتادند. طاهر سپس به مدائن روی آورد و حاکم آن شهر با وقوف به حضور طاهر و یارانش، بدون درگیری به بغداد گریخت. طاهر سپس به ناحیهٔ صرصر رفت و پس از فرمان مبنی بر احداث پلی بر روی دجله، مدتی در آنجا توقف کرد. طاهر در راه رسیدن به بغداد، به مناطق مختلف مانند عراق، حجاز و یمن، نماینده ارسال می‌کرد و برای مأمون به جمع‌آوری بیعت می‌پرداخت. اگرچه عده‌ای این اقدام را پس از فتح بغداد و در زمان حکمرانی طاهر بر بغداد می‌دانند.
در سمت دیگر، امین در آخرین تلاش‌های خود در جهت مقابله با پیشروی طاهر، چهارصد پرچم را برافراشت و به چهارصد فرمانده واگذار نمود و آنان را در رجب و شعبان سال ۱۹۶ ه‍.ق/۸۱۲ م به جنگ با هرثمه بن اعین فرستاد. نبرد در ماه رمضان بین طرفین درگرفت و سرانجام علی بن محمد بن عیسی که فرماندهی آنان را بر عهده داشت، گرفتار و هرثمه در نهروان مستقر شد. از سمت دیگر هرثمه بن اعین نیز، به دستور مأمون با سپاهی از سمت نهروان به بغداد حرکت کرد و برای یاری طاهر در فتح بغداد، به او پیوست.

### رویارویی غیرمستقیم و ترغیب و جذب سپاهیان طرفین درگیر
امین در جهت مقابله با طاهر، به بخشش و صرف اموال برای لشکریان اهتمام ورزید و در این راه شهره شد، که به همین علت اولین گروه منسجم از قوای طاهر که بالغ بر پنج‌هزار تن بودند، از طاهر جدا شدند و به امین پیوستند، که موجب خشنودی امین شد. امین نیز برای تشویق دیگران و تخریب روحیهٔ سپاهیان طاهر به علت عدم توانایی مالی، دستور داد تا ریش‌های این سربازان را با نوعی عطر خوشبو به نام غالیه معطر سازند و آنان را مورد احترام قرار دهند، که به همین سبب اینان «قوادالغالیه» نام گرفتند. امین نیز چون فرصت جهت جذب سپاهیان طاهر را مهیا دید، به ارسال جاسوسانی در جهت این کار اقدام نمود و این کار نتیجه هم داد. عده‌ای از یاران طاهر که آوازهٔ بخشش‌های امین را شنیده بودند، تطمیع شدند و به امین پیوستند. در این حال، سپاهی از بغداد برای جنگ با طاهر بیرون آمد، اما شکست خورد و به بغداد مراجعت کرد. امین مردم اطراف بغداد را جمع کرد و با بخشش مال به آنان، به جنگ با طاهر گسیل نمود و به لشکریانش چیزی نداد. برای آنان که عادت به این بخشش‌ها داشتند، ناخوشایند نمود و طاهر نیز در جهت بهره‌برداری از این فرصت با ارسال افرادی سپاهیان بغداد را علیه امین شوراند و آنان نیز بنای مخالف و شورش علیه امین را گذاشتند، که توسط امین سرکوب شدند. طاهر نیز از این فرصت استفاده نمود و با ارسال افرادی سپاهیان امین را به سوی خود خواند و توانست در این راه، عده‌ای از لشکریان امین را جذب سپاه خود نماید. طاهر پس از این کار به سمت بغداد حرکت نمود و در نزدیکی آن اردو زد.

## محاصرهٔ بغداد

### آغاز محاصره و اقدامات سرداران مأمون در این راه
طاهر و هرثمه به وسیلهٔ لشکریانی که در اختیار داشتند، در سال ۱۹۷ ه‍.ق/۸۱۲ م، به محاصرهٔ اطراف بغداد مشغول شدند و با شدت بخشیدن به این محاصره، فشار را بر لشکریان امین افزون کردند. خزانهٔ امین نیز در آغاز سال ۱۹۷ ه‍.ق/۸۱۲ م خالی و این امر موجب خلل در صفوف یاران او شد. به همین دلیل امین هرآنچه از جامه‌های طلا و نقره در اختیار داشت، به لشکریان می‌بخشید تا در امر ترمیم و استحکام دروازه‌های بغداد بکوشند.
در سمت دیگر جبهه، طاهر نیز، با به‌کارگیری حربه‌های مختلف بر وضعیت آشفتهٔ بغداد دامن می‌زد، به‌طوری‌که مقدمات محاصره و فتح این شهر بزرگ و مهم برای او میسر شد. طاهر در آغاز سال ۱۹۷ ه‍.ق/۸۱۲ م، با همراهی سردارانی چون هرثمه و زهیر بن المسیب به محاصرهٔ بغداد اقدام کرد و هر یک از سرداران خویش را مسئول فتح قسمتی از این شهر کرد. سپس با جمع‌آوری دستگاه‌های نابودکنندهٔ حصار، به شهر حمله برد و بغداد را آماج حملهٔ منجنیق‌ها و عراده‌ها کرد، به‌طوری‌که خسارت و ویرانی فوق‌العاده‌ای بر جای گذاشت و با جدیت خود در این زمینه، وحشت را بر ساکنان این شهر حاکم گرداند. طاهر از روش‌های دیگری نیز در این راه بهره می‌جست، از جمله این که برای جذب یا تسلیم شدن بزرگان و اطرافیان امین، اموال و املاک‌شان را مصادره می‌کرد و آنان را به بیعت با مأمون فرا می‌خواند، که این روش بسیار مؤثر واقع شد و صاحب‌منصبان که آیندهٔ نبرد و در نتیجهٔ آن، پیروزی طاهر را پیش روی خود می‌دیدند، از اطراف امین پراکنده می‌شدند.
این جنگ، تلفات فراوانی از دو طرف درگیر به جای گذاشت و حتی هرثمه نیز در جریان یکی از حملات اسیر شد که با یاری سربازانش رهایی یافت و مورد سرزنش طاهر قرار گرفت. طرفداران امین، علی‌الخصوص عیاران که به دفاع از مظلومان هم‌قسم بودند، به وسیلهٔ سلاح‌های مختصر خود که مشتمل بر سپری از حصیر قیراندود، شمشیر، گرز و فلاخن بود به دفاع سرسختانه از او می‌پرداختند و بسیار در این راه پایداری می‌کردند. اگرچه سرانجام، آنان نیز به غارت اموال مردم و ستم بر آنان روی آوردند. مردم نیز با سخت شدن شرایط حیات در شهر، به بهانه‌های مختلف همچون حج از شهر می‌گریختند و به اطراف پناه می‌بردند. طاهر برای سخت‌تر کردن شرایط به نابود ساختن و به آتش کشیدن منازل روی آورد که نتیجه‌ای در پی نداشت و سپس نظارت خود را بر ورود و خروج آذوقه و خواربار شدید ساخت، به‌طوری‌که شرایط حاکم، دفاع از شهر را بسیار سخت کرد و موجبات سقوط آن را فراهم کرد.

### فتح بغداد و محاصرهٔ امین
محاصرهٔ بغداد تا سال ۱۹۸ ه‍.ق/۸۱۳ م، به صورت فرسایشی به درازا کشید، تا در محرم همین سال، طاهر بر شدت حملات خود افزود و محلات را یکی پس از دیگری فتح کرد و به لشکر دستور داد که برای فتح نهایی بغداد، حمله را آغاز نمایند و سرانجام بغداد، در همین زمان فتح گردید. یاران امین نیز با مشاهدهٔ این وضعیت، پراکنده شدند و به طاهر پناه می‌بردند. در طی این درگیری بسیاری از افراد دو طرف درگیر کشته شدند و فقط کسانی که به اردوی طاهر می‌پیوستند، در امان بودند. طاهر با ورود به بغداد اعلام کرد که کسانی که در خانهٔ خود ساکن باشند، در امان هستند. امین با تعدادی از یاران خویش در مدینةالمنصور مورد محاصره قرار گرفت و در فکر تسلیم شدن به هرثمه بود، اما یارانش پیشنهاد کردند که محاصره را شکسته و به جانب شام یا جزیره بگریزد و پس از تجدید قوا به مقابله با طاهر بپردازد، که مورد پذیرش امین قرار گرفت. اما طاهر با اطلاع از این تصمیم، با نگارش نامه‌ای به یاران امین، آنان را به واسطهٔ اموال و املاک‌شان تهدید کرد، که در نتیجهٔ آن افرادی مانند سلیمان بن منصور، محمد بن عیسی و سندی بن شاهک، دچار وحشت شدند و با آوردن عذر و بهانه امین را از این تصمیم منصرف کردند و او را نسبت به تسلیم شدن به طاهر خوشبین ساختند. امین نیز در نامه‌ای با تحکم و آمرانه از طاهر خواست که او را به نزد مأمون ببرد تا او تصمیم نهایی را بگیرد. اما طاهر که به پیروزی خود و سرانجام امین واقف بود، با بی‌توجهی برخورد کرد و گفت که باید تسلیم حکم او شود. البته روایت دیگری هم موجود است، که امین این پیشنهاد را نپذیرفت. امین نیز از اهداف و امیال طاهر مطلع بود و تصمیم او را پیش‌بینی می‌کرد و از جهتی به علت وجود شایستگی‌های متعدد، متمایل بود که او را در خدمت داشته باشد، اما این‌گونه نشد.

### امان خواستن از هرثمه و سرانجام امین
امین پس از ناامیدی از جانب طاهر، به هرثمه بن اعین روی آورد. در نظر امین، هرثمه بهترین شخص برای تسلیم شدن بود. او هرثمه را از موالی و خدمتگزاران خود و پدرش می‌دانست و به وفاداری‌اش نیز اطمینان داشت و در اثر شرایط پیش‌آمده، شناخت و اعتمادش نسبت به او فزونی یافته بود؛ بنابراین در نامه‌ای از هرثمه درخواست کمک و امان کرد. هرثمه نیز این رویداد را افتخاری برای خود می‌دانست، زیرا به سبب آن می‌توانست به پیروزی بزرگی در برابر طاهر نائل آید. هرثمه همچنین تحت تأثیر غیرت و تعصب عربی خویش، مخالف هرگونه اقدام خراسانیان دربارهٔ امین بود؛ به همین سبب با امین پیمان بست که او را از هر گزندی محفوظ دارد و به درگاه مأمون گسیل نماید. حتی در صورت نیاز، شفاعت امین را در نزد مأمون کند و در صورت مخالفت مأمون با او درگیر شود. تعهداتی که هرثمه پیشنهاد کرد، خوشایند امین واقع شد و با قبول آن، تصمیمات لازم برای تسلیم شدن به هرثمه اتخاذ شد. اما در طرف دیگر، طاهر از وصول این خبر ناراحت و خشمگین شد و از آنجا که قصد نداشت، تا امتیازات و پیروزی نهایی را برای هرثمه گذاشته یا او را شریک خود نماید، تصمیم گرفت مانع این اتفاق شود. هرثمه با اطلاع از مخالفت طاهر، مجلسی از بزرگان بغداد تشکیل داد، که در طی آن به طاهر یادآور شدند، که امین هرگز تسلیم وی نمی‌شود؛ اما انگشتری، عصا و ردای خلافت را برای طاهر خواهد فرستاد، که مورد موافقتش واقع شد و مخالفتی با تسلیم امین به هرثمه نکرد. اما، یکی از سران دربار امین که هرش نام داشت، از توطئهٔ موجود پرده برداشت که بر اساس آن امین به همراه نشانه‌های خلافت، تسلیم هرثمه خواهد شد. طاهر نیز با توجه به عدم اعتماد نسبت به امین و هرثمه، درصدد محبوس یا مقتول ساختن امین برآمد و به همین منظور به وسیلهٔ افرادش، کاخ امین و مادرش را تحت نظر گرفت و دستورهای لازم در جهت جلوگیری از پیوستن امین به هرثمه را به سپاهیان ابلاغ کرد.
پنج شب مانده از محرم سال ۱۹۸ ه‍.ق/۸۱۳ م، امین با وجود اخطار هرثمه به او دربارهٔ تأمین امنیتش و توصیه به تسلیم شدنش در روز بعد، برای محافظت از جانش، به علت جایز ندانستن هرگونه تعلل و تأخیر، از کاخ خود بیرون آمد و به اخطار هرثمه بی‌توجهی کرد. امین بر قایقی که برای او در کنار دجله آماده کرده‌بودند و هرثمه خود با آن به استقبال امین آمده بود، سوار شد. هرثمه در مواجهه با امین، اظهار اطاعت و بندگی کرد. مسیری طی نشده بود که سپاهیان طاهر از کمینگاه خویش خارج شدند و به سوی قایق، سنگ و تیر پرتاب کردند. در ادامه افرادی به زیر قایق رفتند و آن را واژگون ساختند. یکی از یاران هرثمه او را نجات داد و امین نیز با شنا، خود را به کنار آب رساند. پیش از اسارت امین، یکی از یارانش که احمد بن سلام نام داشت را اسیر کردند، که پس از پرسش از او دربارهٔ امین، وی اظهار بی‌اطلاعی کرد. سرانجام امین اسیر شد و توسط محمد بن حمید طاهری شناسایی شد. این خبر به اطلاع طاهر رسید، که او نیز بلافاصله دستور قتل امین را به قریش دندانی، حاجب خویش، ابلاغ کرد. بدین ترتیب امین در اسارت کشته شد.

### واکنش‌ها به قتل امین
بدن امین در باغ مونسه دفن، و سرش به همراه فتحنامه‌ای توسط قاصدی به نزد مأمون در مرو فرستاده شد. البته پیش از آن، سر امین را به یکی از سرداران هرثمه نشان دادند، تا سپاهیانش و طرفداران امین، کار را پایان یافته بیابند. هرثمه در برابر مرگ امین هیچ‌گونه واکنشی نشان نداد، که البته پژوهشگران معتقدند، هرثمه قادر به انجام هیچ عکس‌العملی در مقابل طاهر نبود. نکتهٔ قابل توجهی که می‌توان بدان اشاره کرد رقابت شدید طاهر با هرثمه، سردار عرب، است که از نشانه‌های آن می‌توان به ارسال این دو سردار توسط مأمون از دو مسیر جداگانه به بغداد، و نیز ماجرای امان خواستن امین از هرثمه و پیشدستی طاهر در قتل امین و تشریح اقدامات هرثمه و خیانت او به زعم طاهر، در نامه‌ای که برای فتح بغداد به مأمون نگارش کرده بود، اشاره کرد.
خبر در روز دوازدهم صفر سال ۱۹۸ ه‍.ق/۸۱۳ م، به مأمون رسید. روایات در باب عکس‌العمل مأمون و فضل بن سهل در این زمینه، متفاوت و متناقض است و گروهی ناراحتی و عده‌ای دیگر خوشحالی مأمون و فضل از این واقعه را بیان می‌دارند. به روایتی این امر موجب خوشحالی او شد و سجدهٔ شکر به جای آورد و به قاصد انعام فراوان داد. بنا بر روایت دیگر، وی گریست و طاهر را مسئول این واقعه دانست و وی را نفرین کرد. اما، برخی مورخان بعید دانسته‌اند که طاهر بدون اذن مأمون می‌توانسته دست به چنین کاری بزند. به روایت طبری، مأمون به فضل بن سهل می‌گوید که باید اکنون چاره‌ای جست تا آن را برای مردم توضیح داد. طاهر از این امر خوشحال شد و به ذکر اشعاری پرداخت و عبدالله بن طاهر نیز به اقدام پدر مباهات کرد. طاهر، سر امین را برای تسلیم شدن مردم، در معرض دید عموم قرار داد و همه را امان داد. او در جمعه وارد بغداد شد و در طی خطبه‌ای بلیغ به همراه استناد فراوان به آیات قرآن، پیروزی خود را از جانب خداوند دانست، که خلافت را بر عهدهٔ مأمون گذاشته و بار آن را بر دوش او قرار داده‌است و سپس مردم را به اطاعت و اتحاد فراخواند.
پس از فتح بغداد، شورشی در میان سپاهیان طاهر به علت عدم دریافت مقرری شکل گرفت، که با تصمیم طاهر و اطلاع شورشیان از عزم راسخ طاهر برای سرکوب‌شان، آنان اظهار ندامت کردند و شورش خاموش شد.

## ماهیت جنگ
گاهی اوقات، مورخان معاصر، نبرد داخلی میان امین و مأمون را رویارویی ایرانی‌گرایی و عرب‌گرایی می‌دانند، که گروه نخست به رهبری مأمون و گروه بعدی تحت رهبری امین به ستیز با یکدیگر پرداختند. مأمون که از مادری ایرانی زاده شده‌بود و ایرانیانی تازه مسلمان همچون فضل بن سهل را در خدمت خویش داشت، مجبور به اجرای تمهیداتی آشتی‌جویانه در قبال مردمان ولایات شرقی بود، تا نظر آنان را نسبت به خویش مساعد گرداند، اما در عین حال، عرب‌تبارانی را نیز در صف ملازمان خویش دارا بود، که در مراحل پایانی نبرد، احساسات عربی‌شان مورد بهره‌برداری امین قرار گرفت و به آن متوسل شد. بدین ترتیب ریشهٔ نبردی را که در ظاهر با هدف کسب حکومت میان دو برادر شکل گرفت، باید در قلمرو تفکرات دینی مورد بررسی قرار داد، که وجود دلایلی برای اثبات این امر بسیار محتمل است. وجود خدمتگزارانی در رکاب مأمون که تحت تأثیر تفکرات سیاسی و مذهبی مطلوب برامکه بودند، خصومت و ستیزه‌جویی امین و یارانش را — که نمایندگی اسلام سنتی را یدک می‌کشیدند — به دنبال داشت. بدین ترتیب پس از نبردی که میان این دو رخ داد و کسب پیروزی و خلافت توسط مأمون، وی با بروز شخصیتی روشنفکر و اصلاح‌طلب، پیروی خود از برخی از شیعیان و نیاکان عباسی را اعلام کرده و قرآن و سنت را نقشهٔ راه خویش ساخت و پس از بروز اختلاف با بغداد نیز برای بار نخست در میان خلفای عباسی، لقب «امام» را برای خویشتن برگزید. بدین ترتیب دعوت مأمون که اساسی دینی داشت و توسط کسانی همچون فضل بن سهل مدیریت می‌شد، توانست نبض اتفاقات را در دست گیرد.
تحلیل دیگر در خصوص ماهیت جنگ آن است که بخشی از هستهٔ سنتی قدرت، موسوم به ابناء دولت عباسی، درگیر نبردی تعیین‌کننده برای حفظ موقعیت در حال زوال‌شان شدند. در مقابل، مردمان سرزمین‌های شرقی، به‌خصوص خراسان بزرگ، در پی انسجام‌بخشی به جایگاه جدیدشان در ساخت قدرت بودند. ابنا مخالف اعتلای جایگاه این سرداران مسلمان در ساخت قدرت امپراتوری بودند و اینان نسبت به فرودست قرار داده شدن توسط ابنا، معترض بودند. بدین ترتیب، آرایشی گسترده‌تر در سرتاسر امپراتوری عباسیان پدید آمد، که در یک سو محافظان وضع موجود تحت هدایت امین قرار داشتند و در مقابل، آنها که خواهان تحول بودند به رهبری مأمون در برابرشان صف کشیدند. در حالی که ابنا دقیقاً می‌دانستند که چه می‌خواهند، مخالفان‌شان صرفاً برای به زانو درآوردن آنها متحد شده بودند و پس از شکست خوردن ابنا، چند دسته شدند و در نتیجه، بی‌نظمی‌های جدیدی ظهور کرد. در پایان جنگ هرچند ابنا به جهت نظامی شکست خوردند، اما برای چندی کوشیدند تا با وضعیت نوین ستیز کنند و با یکدیگر و نیز با حسن بن سهل، حاکم منصوب مأمون، درافتادند.

## نتایج جنگ
پیروزی مأمون بر امین در طی نبردهایی که با یکدیگر داشتند و سرانجام پیروزی نهایی مأمون در بغداد منجر به وقوع سلسله رویدادهایی شد، که هر کدام متأثر از یکدیگر هستند:
- در گام نخست، این پیروزی منجر به خلافت مأمون و استیلای او بر سرزمین‌های اسلامی شد.[۶۴] با این حال شرایط برای پذیرش خلافت او در بغداد مهیا نبود و بزرگان عباسی، خبرگان سیاسی و برخی از مردم علیه سلطه خاندان سهل شوریدند؛ بنابراین، مأمون تا چند سال در مرو باقی ماند و فقط بعد از ماجرای طرح خلافت ابراهیم بن مهدی از سوی خاندان عباسی، مجبور به حضور در بغداد شد.[۱۰۵]
- در گام بعدی، با به خلافت رسیدن مأمون، ایرانیان مناصب مهم در ادارهٔ حکومت را به دست آوردند و توانستند از جایگاه برجسته‌ای برخوردار شوند، که از جملهٔ آنان فضل بن سهل، حسن بن سهل و طاهر بن حسین بودند. اگرچه همین مسئله به زودی منجر به ایجاد شکاف میان این بزرگان شد و به اقداماتی علیه یکدیگر دست یازیدند، اما با این حال قسمت زیادی از غرب و شرق خلافت تحت تسلط افرادی همچون حسن بن سهل و طاهر بن حسین درآمد و فضل بن سهل نیز ادارهٔ عمده امور را بر عهده گرفت. در جریان این اختلافات، هدف فضل از اقداماتش دور کردن دو فرمانده ارشد سپاه، یعنی طاهر بن حسین و هرثمة بن اعین، از عراق و در انحصار درآوردن حکومت بود.[۱۰۶]
- پس از پیروزی بر امین و نصب حسن بن سهل بر حکومت عراق، به یکباره قیام شیعی ابوالسرایا در حمایت از ابن طباطبای حسنی به وقوع پیوست که به دشواری و با یاری گرفتن حسن بن سهل از هرثمه بن اعین سرکوب شد و ابوالسرایا نیز به قتل رسید، اما این رخداد موجب تأثیری عمیق در مأمون شد و تصمیم بر پیاده‌سازی ایدهٔ خلافتِ فردِ لایق و در نتیجه برگزیدن علی بن موسی‌الرضا به جانشینی را تقویت نمود؛ و البته در کنار آن طغیان عراقیان وفادار به خلافت علیه این ایده و علیه تسلط ایرانیان، به‌ویژه خراسانیان، بر امور حکومت را در پی داشت، که به صورت رویگردانی عباسیانِ مستقر در بغداد از مأمون و نصب عمویش، ابراهیم بن مهدی، به خلافت نمودار شد.[۱۰۷]
- اما از مهم‌ترین نتایج این پیروزی که معلول نتایج دیگر بود، اعلام استقلال طاهر بن حسین و فرمانروایی فرزندان و نوادگانش پس از او است، که منجر به استقلال نسبتاً زیاد قسمت شرقی خلافت از پایتخت شد و با حکومت طاهریان بر سرزمین‌های وسیع شرقی، دوره‌ای جدید در تاریخ سیاسی حکومت‌های ایران رقم خورد که بعدها منجر به شکل‌گیری حرکت‌های استقلال‌طلبانه و در نتیجه پیدایش حکومت‌های متعدد نیمه‌مستقل و مستقل موسوم، به امارت استکفا، شد.[۱۰۸]
- نخبگان نظامی–سیاسی سنتی، موسوم به ابناء دولت عباسی، در جنگ بین امین و مأمون از امین حمایت کردند، در نتیجه موقعیت سیاسی و نظامی آنان در پی شکست وی تضعیف شد و مأمون به جای آنان بر سه گروه شامل ایرانیان به سرگردگی طاهریان، بردگان ترک و قبایل بومی عرب اتکا کرد و از آنها برای برقراری توازن قدرت و بازسازی نیروی نظامی خلافت بهره جست.[۱۰۹]

## منبع‌شناسی
منابع مربوط به رخدادهای عصر نخستین خلفای عباسی و عهد طاهریان را — که از معاصرین آنان بودند — می‌توان به چند گروه تقسیم کرد: